# Kærlighed ved første desperate blik
Kærlighed ved første desperate blik er en dansk film fra 1994.
- Manuskript Bent Grasten og Kirsten Stenbæk.
- Instruktion Kirsten Stenbæk.

Blandt de medvirkende kan nævnes:
- Dick Kaysø
- Betty Glosted
- Kirsten Norholt
- Steen Springborg
- Anne-Lise Gabold
- Ole Thestrup
- Ulf Pilgaard
- Lisbet Dahl
- Jan Hertz
- Ove Sprogøe
- Ida Dwinger
- Judy Gringer
- Dario Campeotto
- Ann Hjort